# Польська мова в Україні

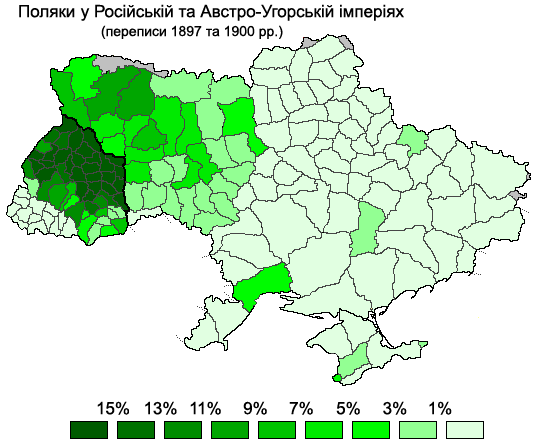
Поширеність польськомовного населення наприкінці XIX ст.

Польську мову в Україні під час перепису населення 2001 року назвали рідною 19 195 осіб, з яких більше половини (10 756) мешкають у Львівській області, переважно у Мостиському та Самбірському районах. Серед поляків України лише 13% назвали польську мову рідною, від 1,3% у Житомирській області до 56% у Львівській області. 

## Поширеність
| Рідна мова поляків України за переписом 2001 року | Рідна мова поляків України за переписом 2001 року | Рідна мова поляків України за переписом 2001 року |
| ------------------------------------------------- | ------------------------------------------------- | ------------------------------------------------- |
| Українська                                        | 71,0%                                             |                                                   |
| Російська                                         | 15,6%                                             |                                                   |
| Польська                                          | 12,9%                                             |                                                   |
| Інша                                              | 0,5%                                              |                                                   |

|            | 1926  | 1959  | 1970  | 1979  | 1989  | 2001  |
| ---------- | ----- | ----- | ----- | ----- | ----- | ----- |
| польська   | 44,2% | 18,8% | 14,9% | 14,1% | 12,5% | 12,9% |
| українська | 48,4% | 68,4% | 68,6% | 66,1% | 66,6% | 71,0% |
| російська  | 6,9%  | 12,5% | 16,1% | 19,3% | 20,3% | 15,6% |
| інші мови  | 0,5%  | 0,3%  | 0,4%  | 0,5%  | 0,6%  | 0,5%  |
|            |       |       |       |       |       |       |

Населені пункти , у яких за переписом 2001 р. польську мову назвали рідною понад 20% населення.
| Населений пункт     | Район            | Область     | % польськомовних |
| ------------------- | ---------------- | ----------- | ---------------- |
| с. Стрілецьке       | Мостиський       | Львівська   | 97,7             |
| с. Лановичі         | Самбірський      | Львівська   | 91,0             |
| с. Олександрівка    | Старосинявський  | Хмельницька | 78,1             |
| с. Добощівка        | Мостиський       | Львівська   | 64,3             |
| с. Мацьківці        | Хмельницький     | Хмельницька | 63,9             |
| с. Стара Красношора | Сторожинецький   | Чернівецька | 61,6             |
| с. Пнікут           | Мостиський       | Львівська   | 48,1             |
| с. Липники          | Мостиський       | Львівська   | 41,4             |
| с. Тщенець          | Мостиський       | Львівська   | 34,7             |
| с. Кордонівка       | Ружинський       | Житомирська | 33,3             |
| с. Крисовичі        | Мостиський       | Львівська   | 32,2             |
| с. Волиця           | Мостиський       | Львівська   | 30,3             |
| с. Аршиця           | Сторожинецький   | Чернівецька | 25,2             |
| с. Сусідовичі       | Старосамбірський | Львівська   | 21,5             |

## Виноски
1. ↑  Кабузан В.М. Украинцы в мире динамика численности и расселения. 20-е годы XVIII века - 1989 год Форм. этн. и политических границ укр. этноса. [Архівовано 2013-10-05 у Wayback Machine.] Ин-т рос. истории РАН. М. Наука, 2006. 658 с.
2. ↑  у кордонах УРСР 1926 року
3. ↑  Розподіл населення регіонів України за рідною мовою у розрізі адміністративно-територіальних одиниць. Архів оригіналу за 6 жовтня 2013. Процитовано 23 квітня 2013.